# Lista gatunków z rodzaju przytulia
Lista gatunków z rodzaju przytulia (Galium) –  lista gatunków z rodzaju roślin z rodziny marzanowatych. Należy do niego co najmniej 659 gatunków i utrwalonych mieszańców międzygatunkowych (tyle nazw zweryfikowanych i zaakceptowanych podaje The Plant List), poza tym 48 taksonów ma status gatunków niepewnych (niezweryfikowanych).

## Lista gatunków
Na podstawie The Plant List. Nazwy zwyczajowe polskie na podstawie:.

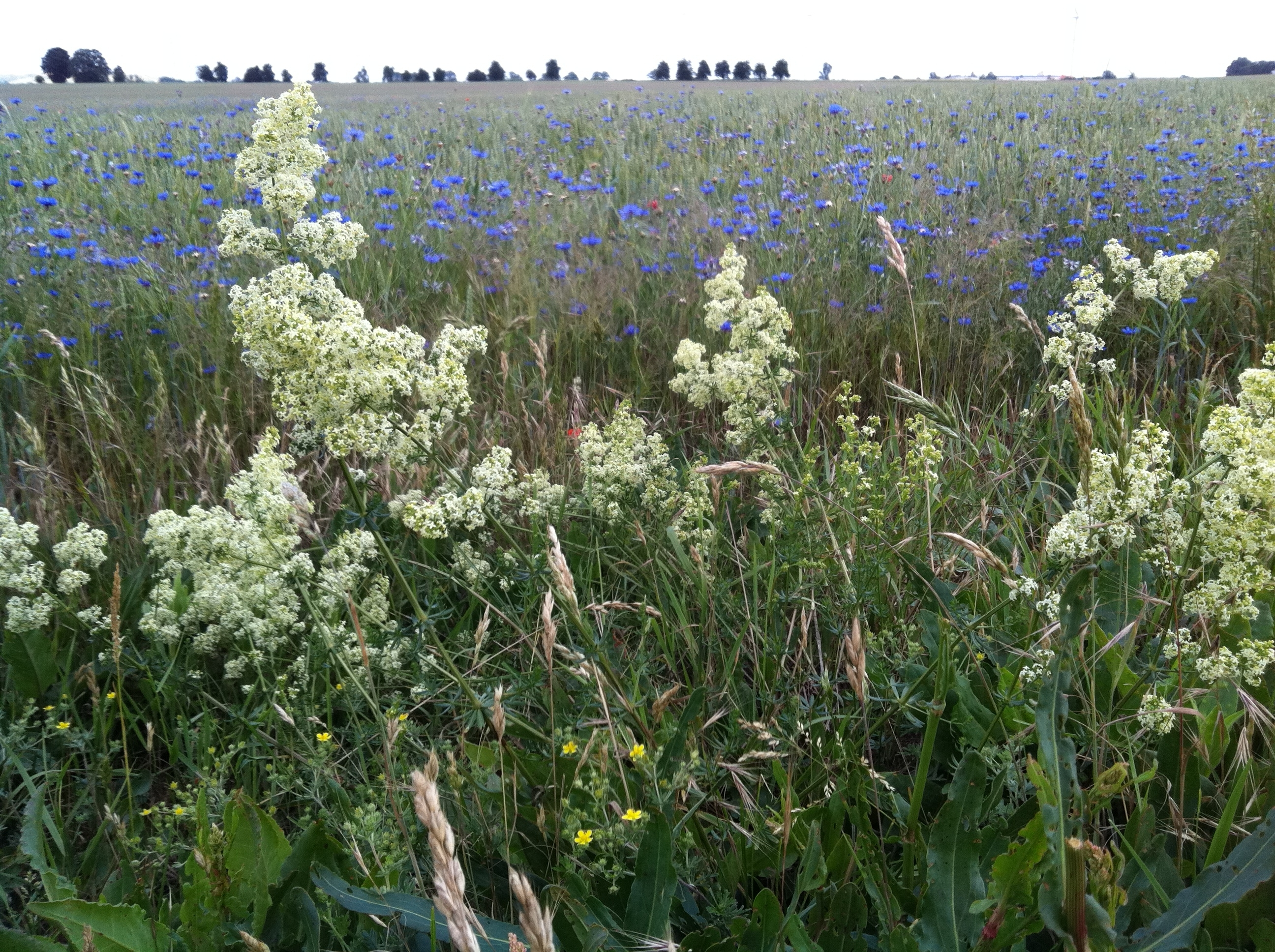
Galium album

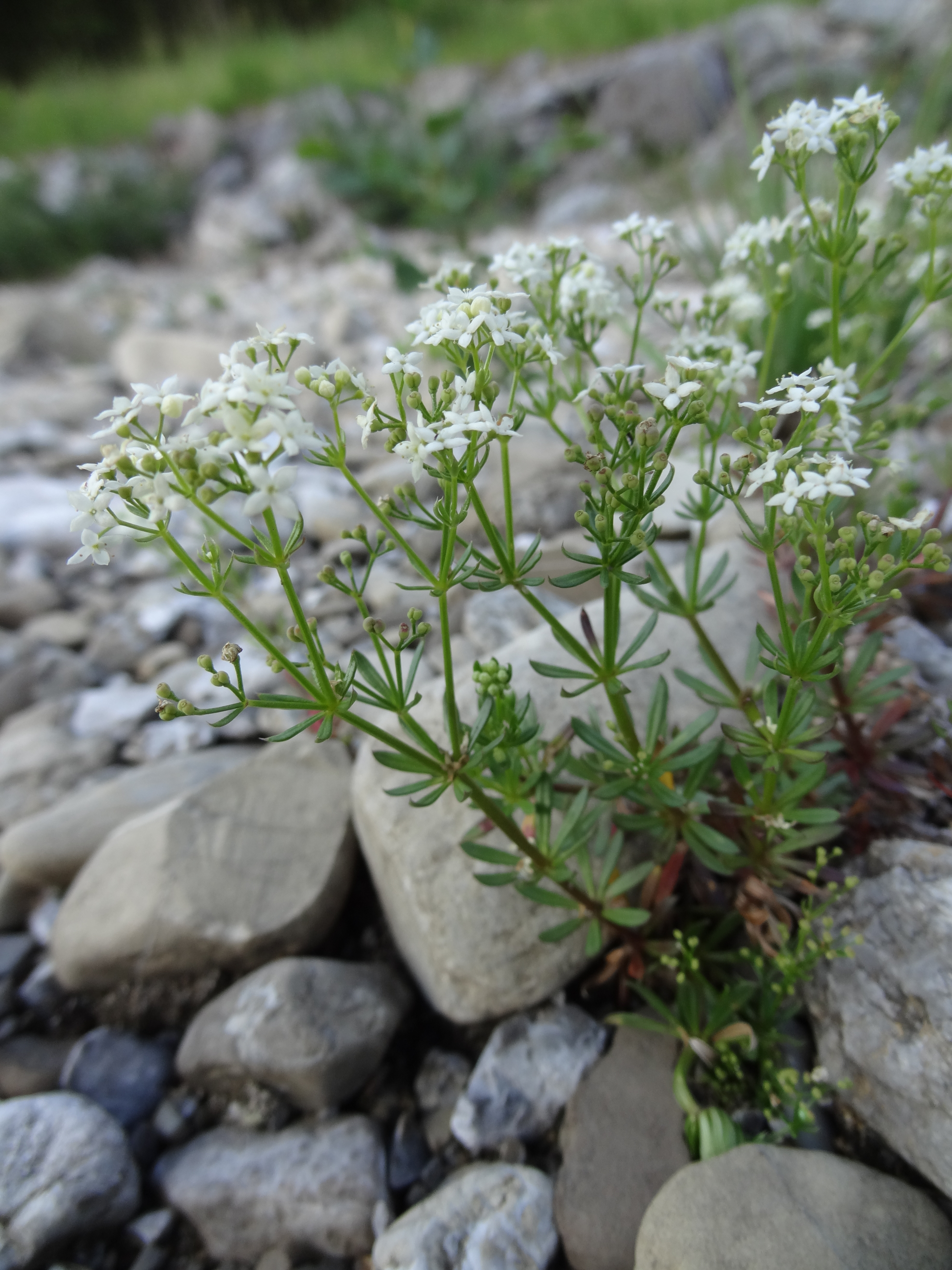
Galium anisophyllum

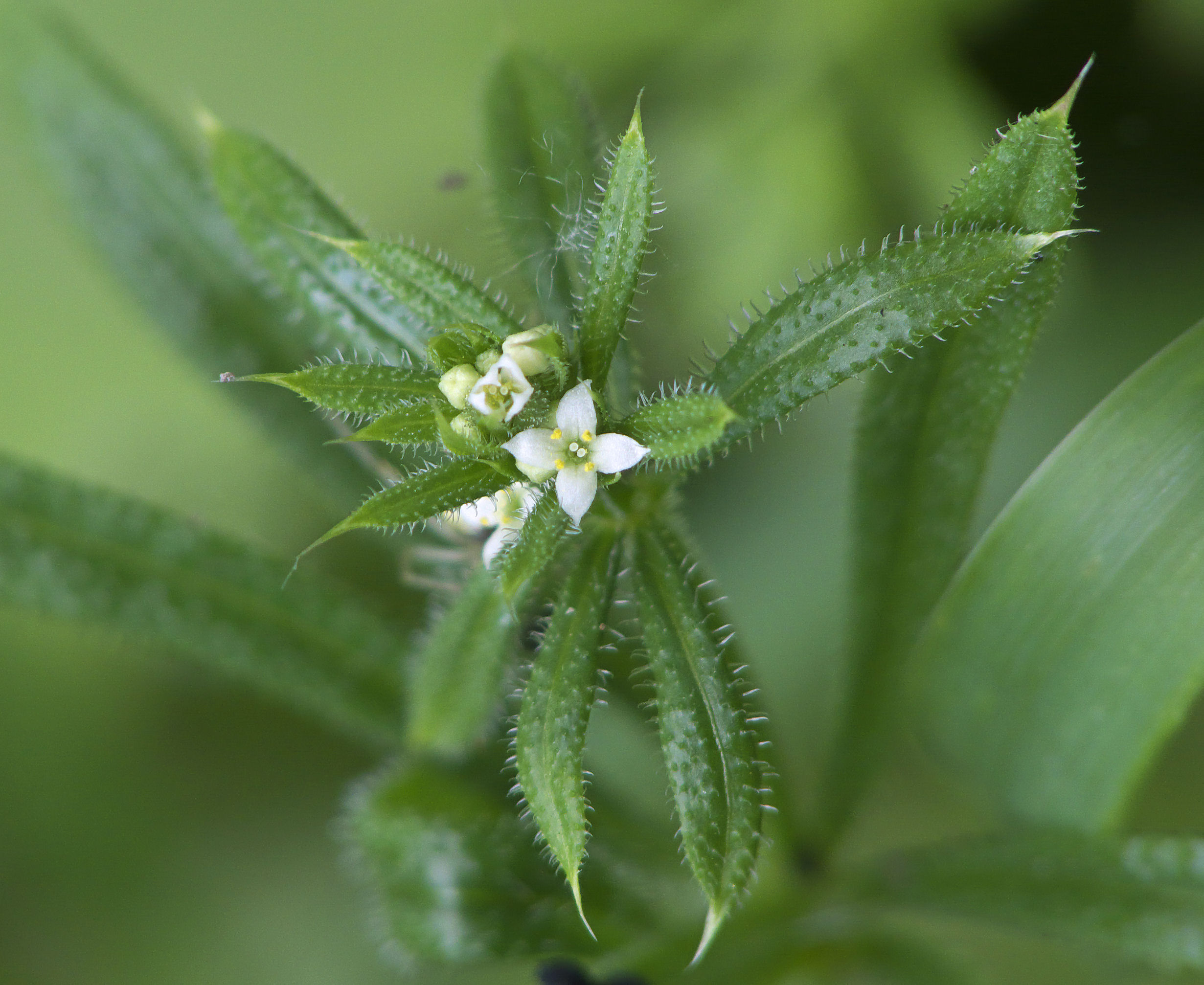
Galium aparine

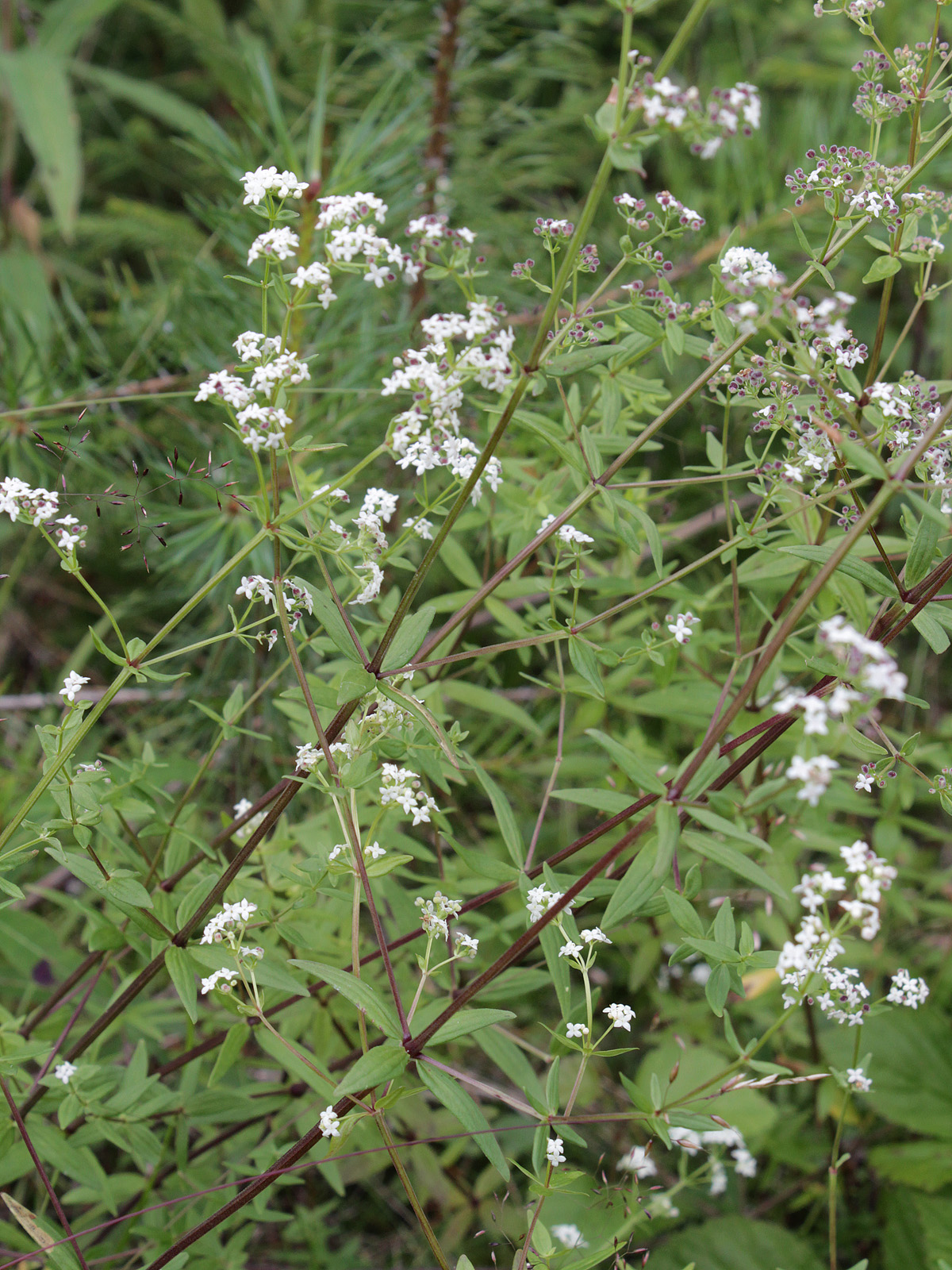
Galium boreale

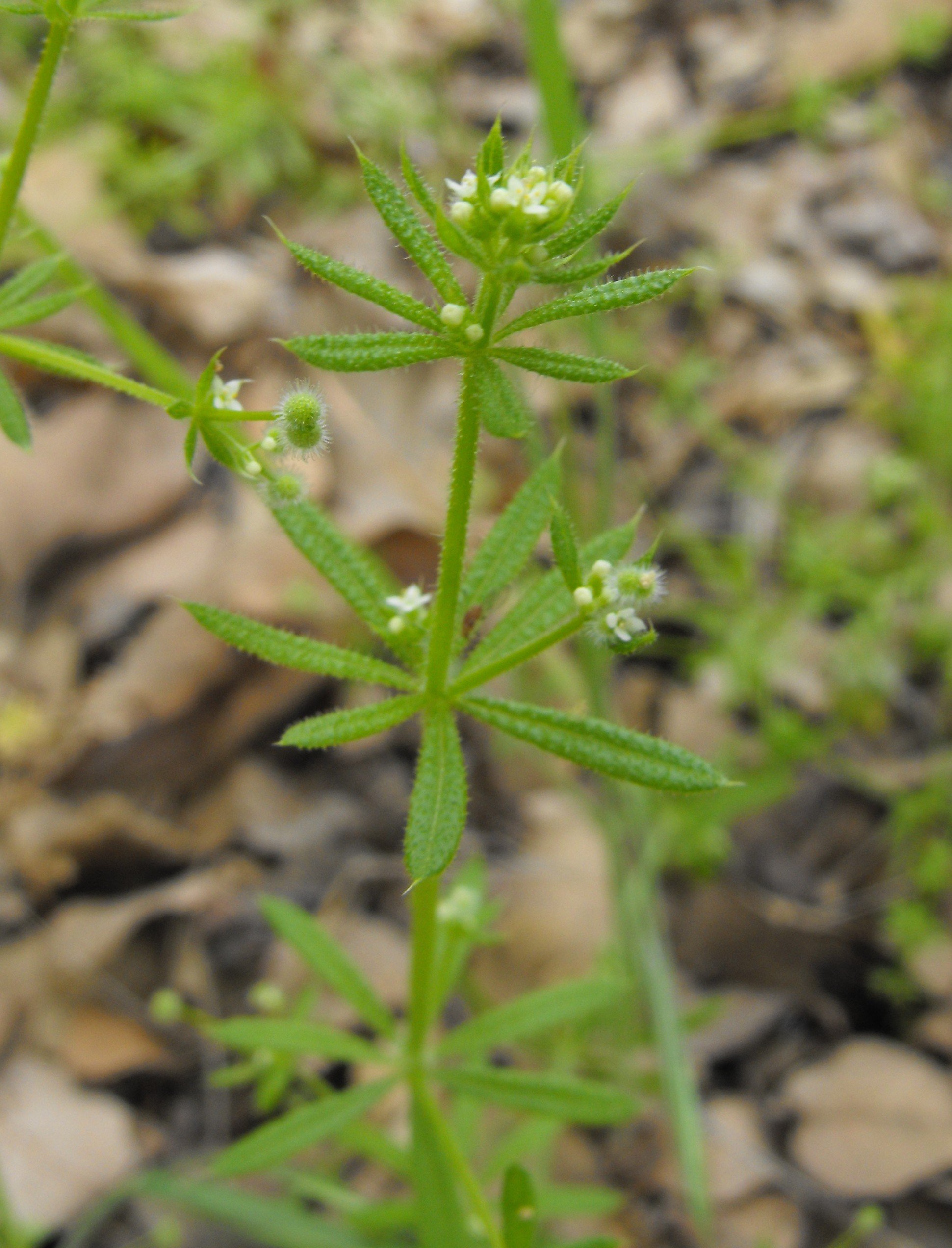
Galium catalinense

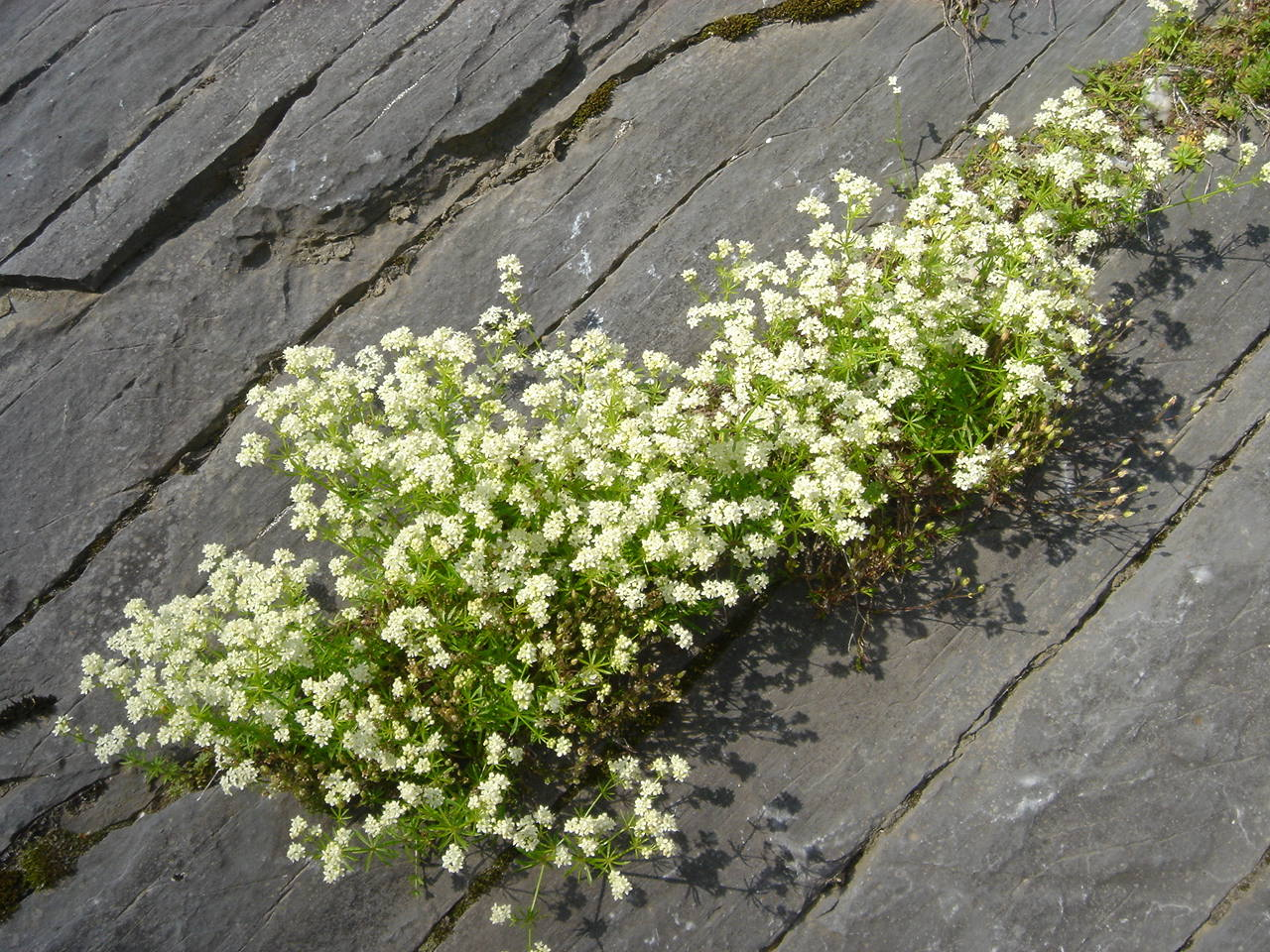
Galium cespitosum

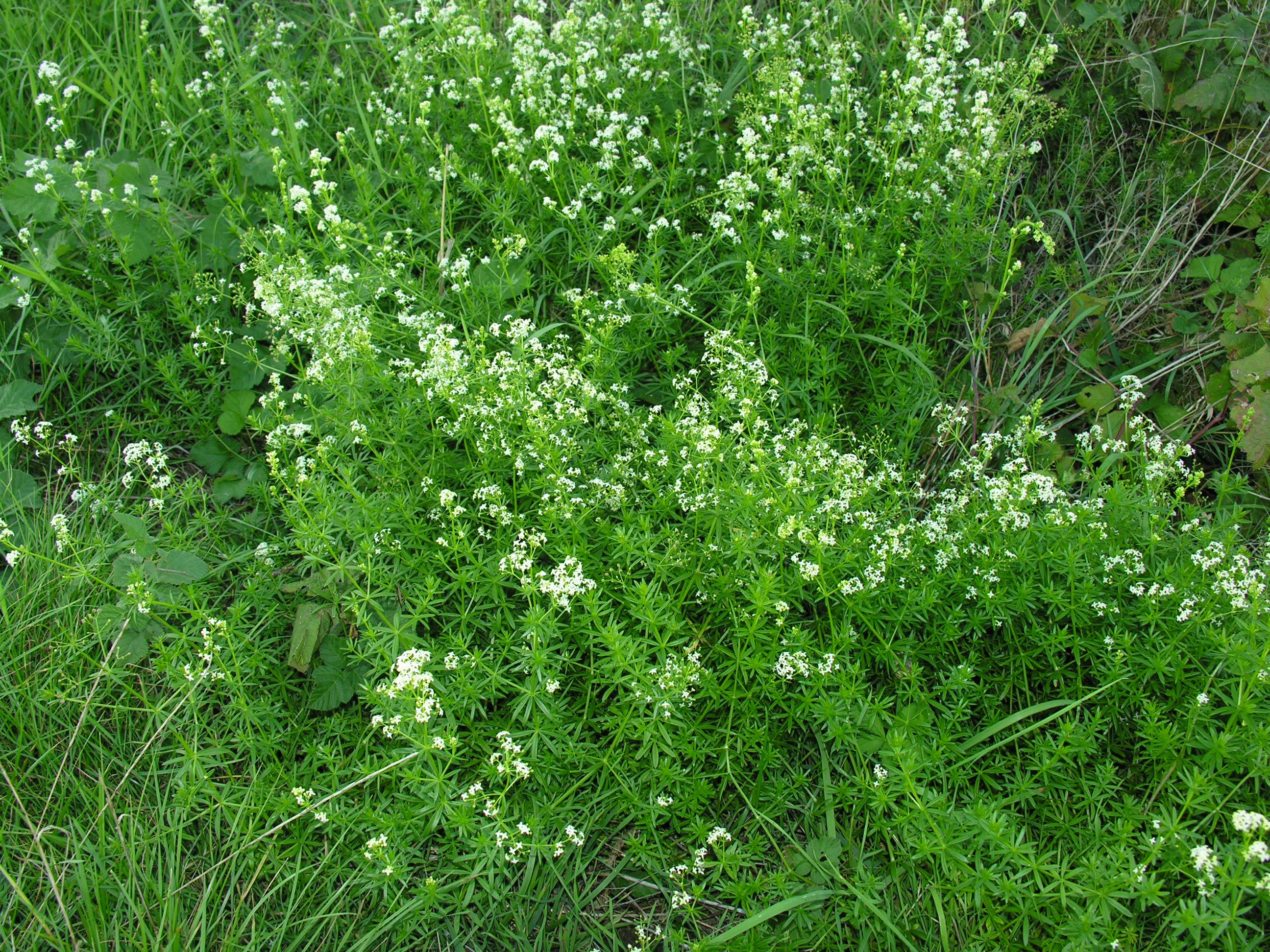
Galium mollugo

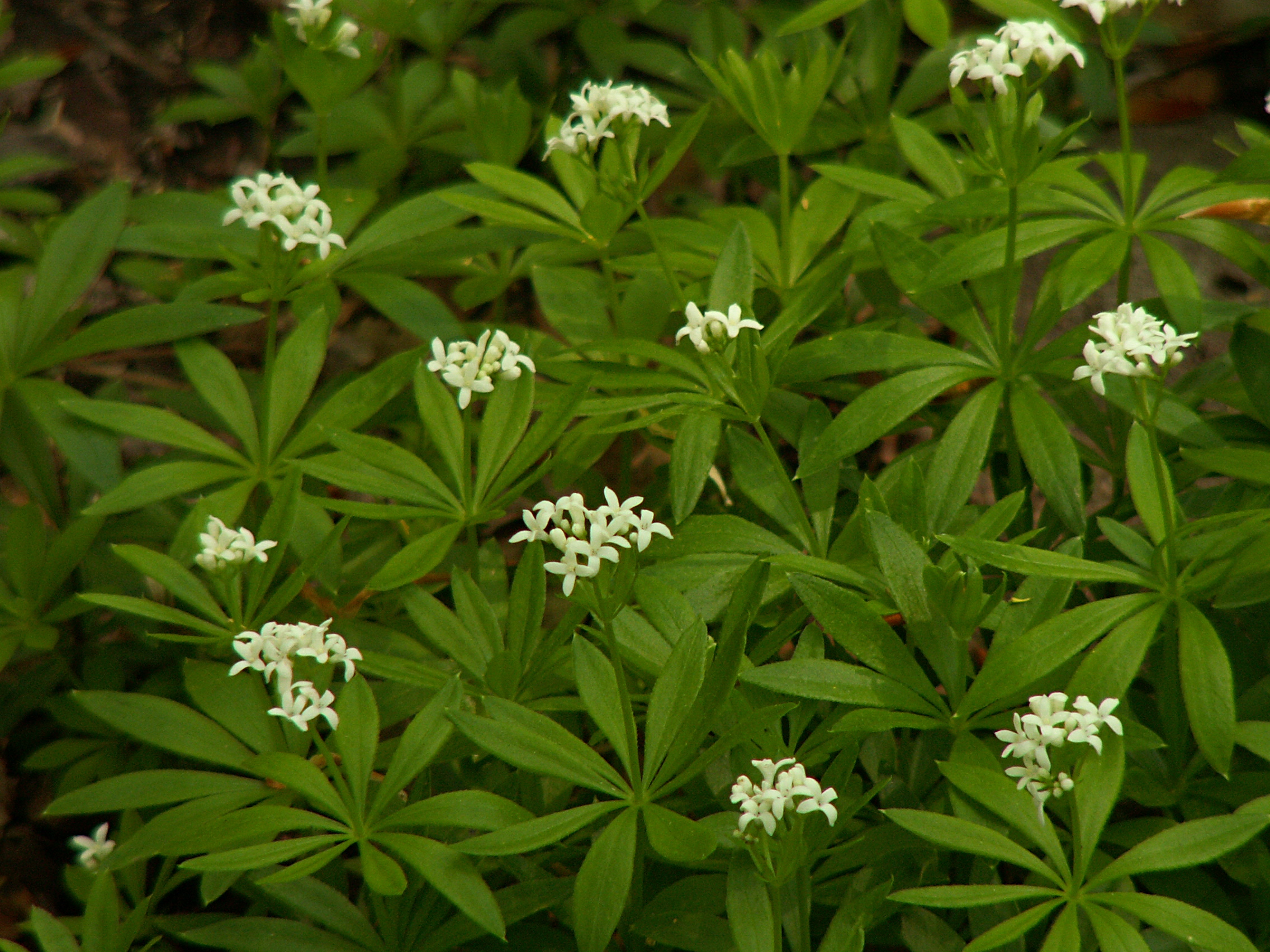
Galium odoratum

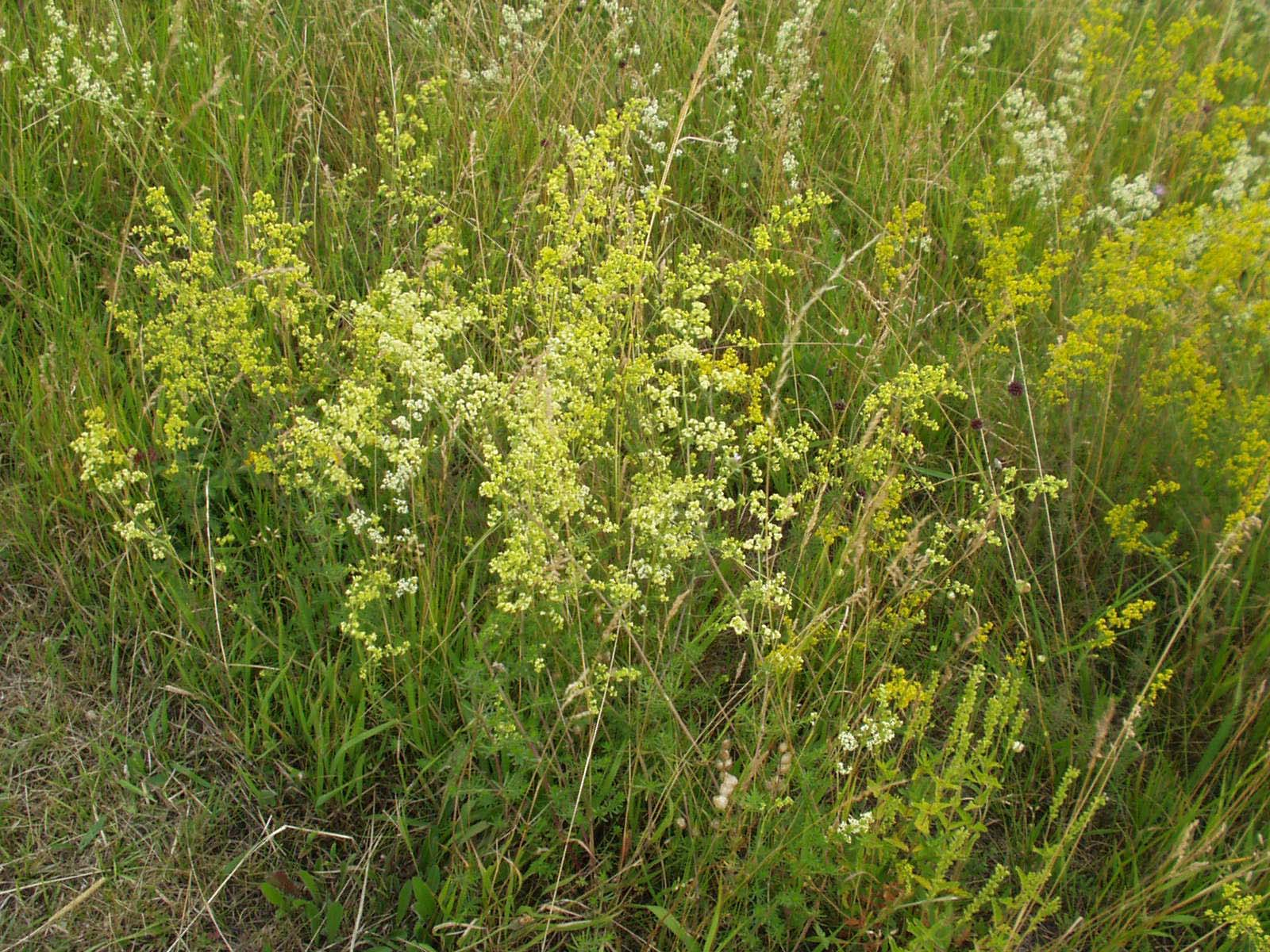
Galium × pomeranicum

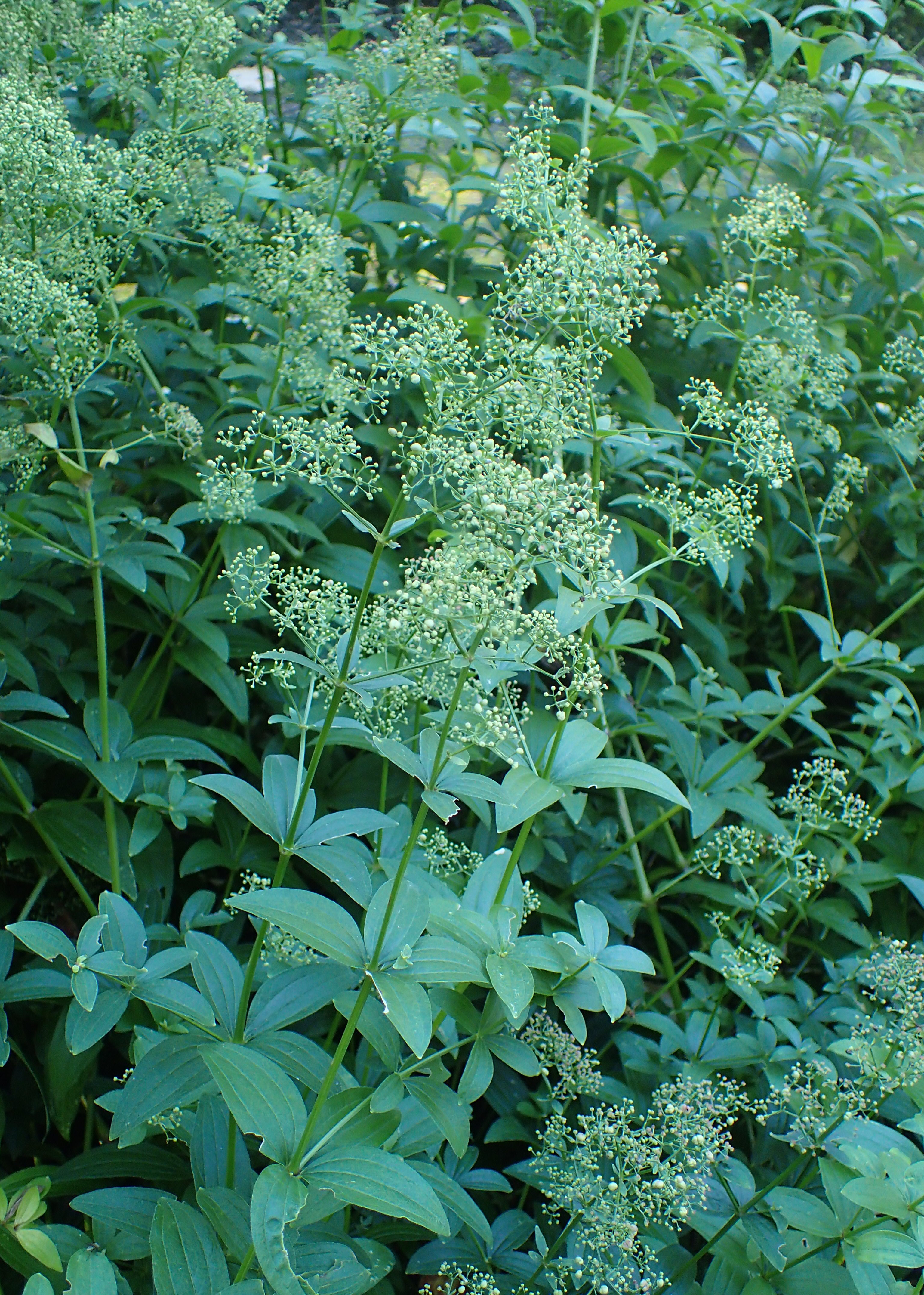
Galium rubioides

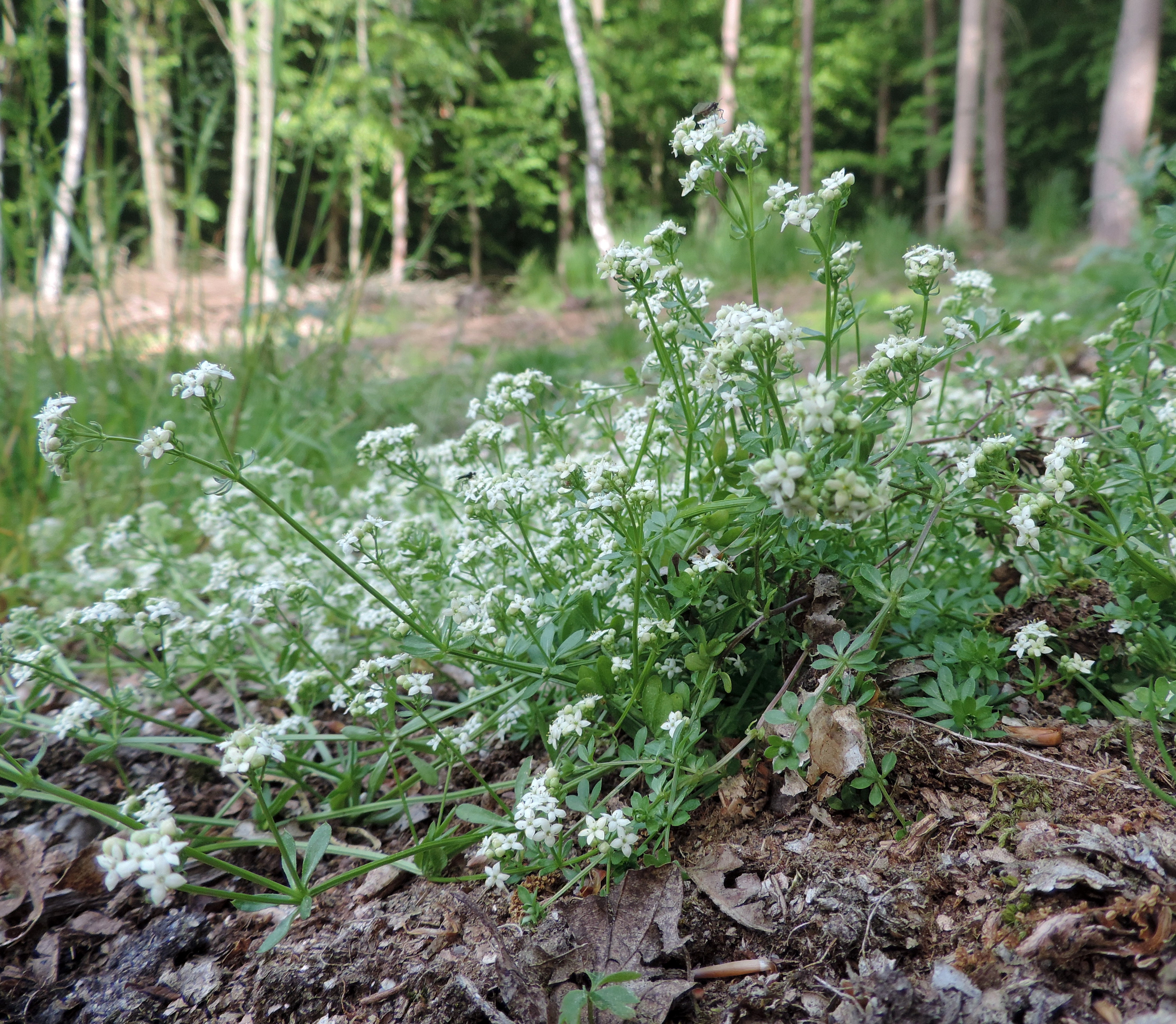
Galium saxatile

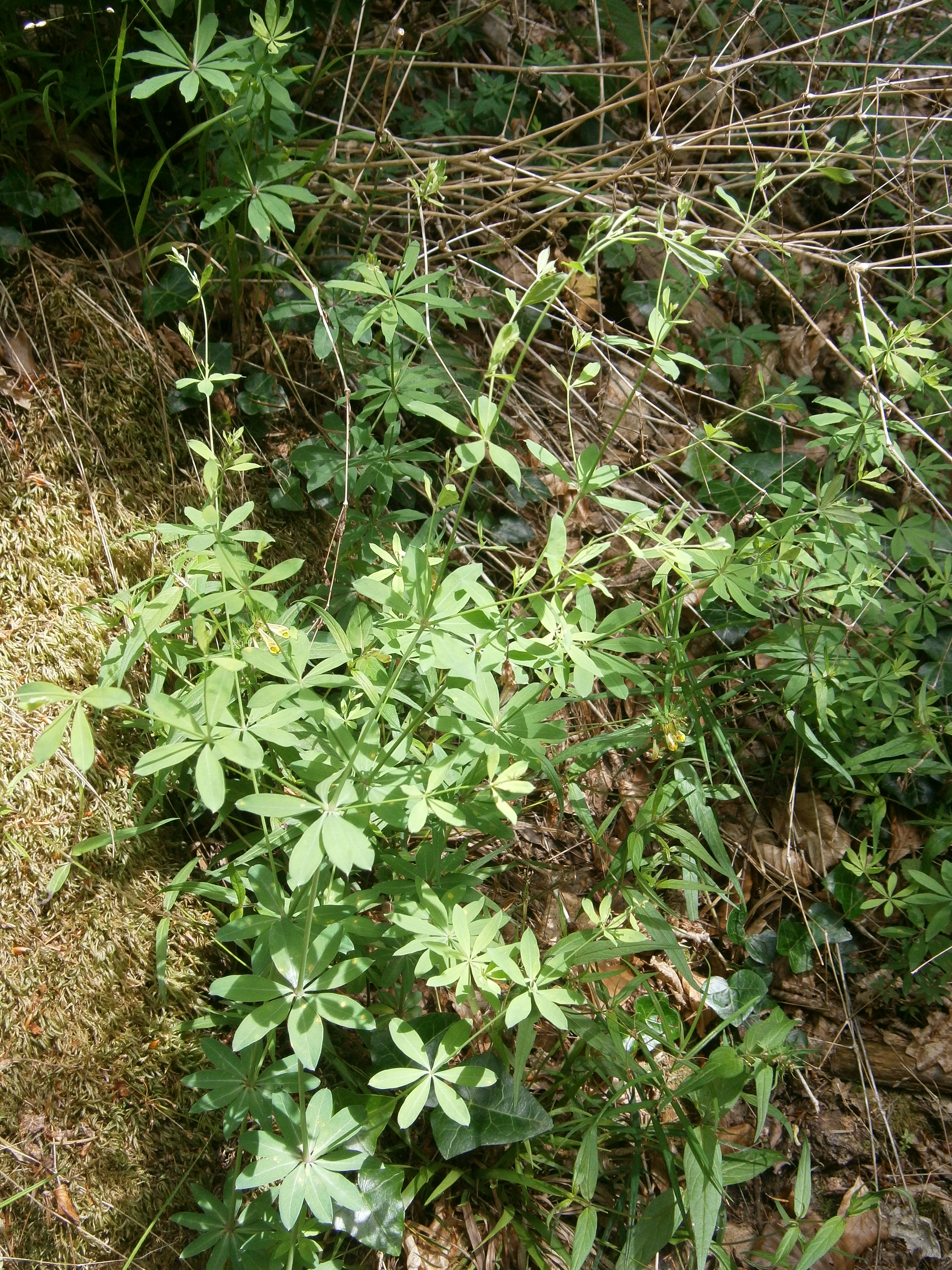
Galium sylvaticum

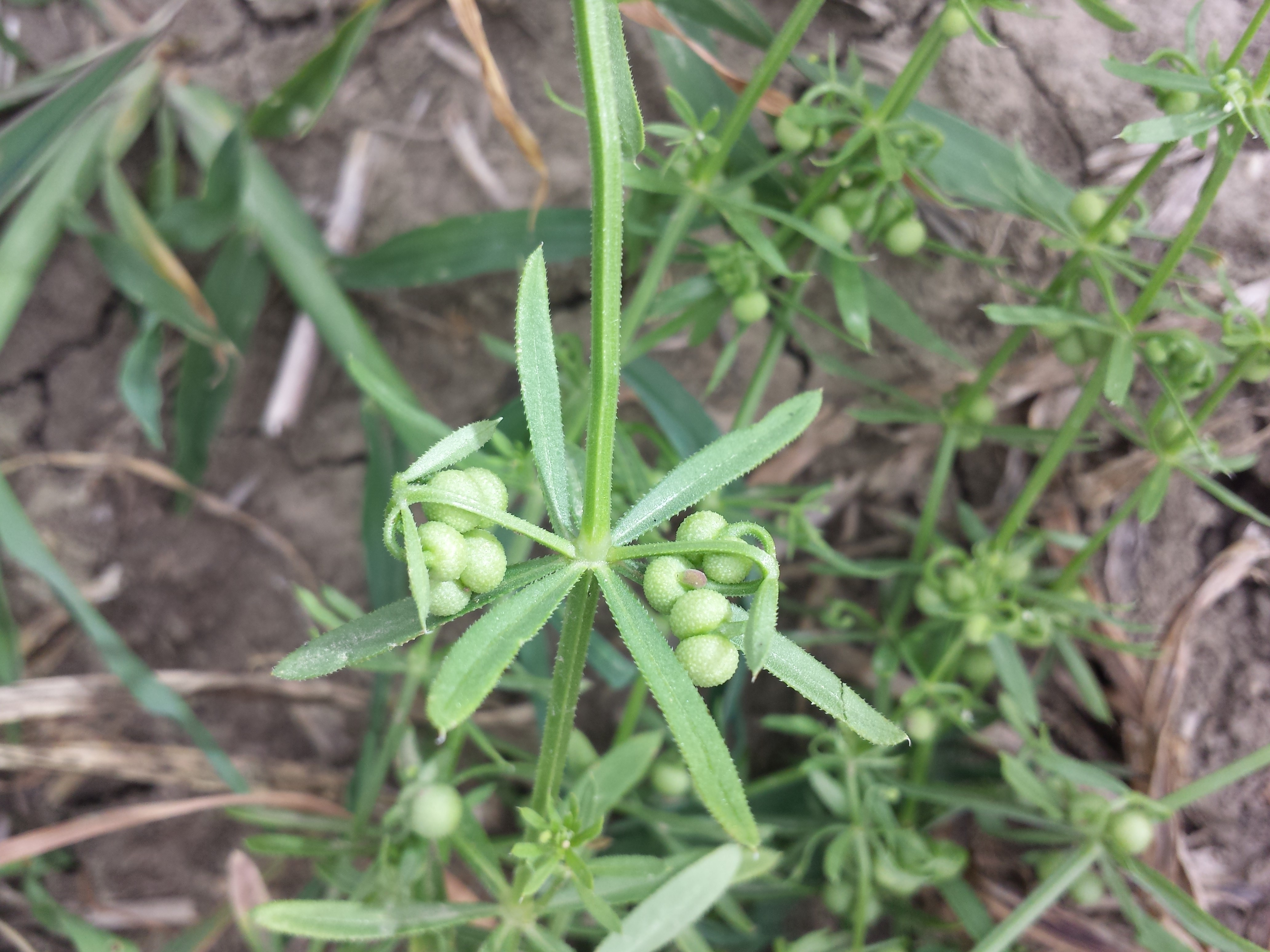
Galium tricornutum

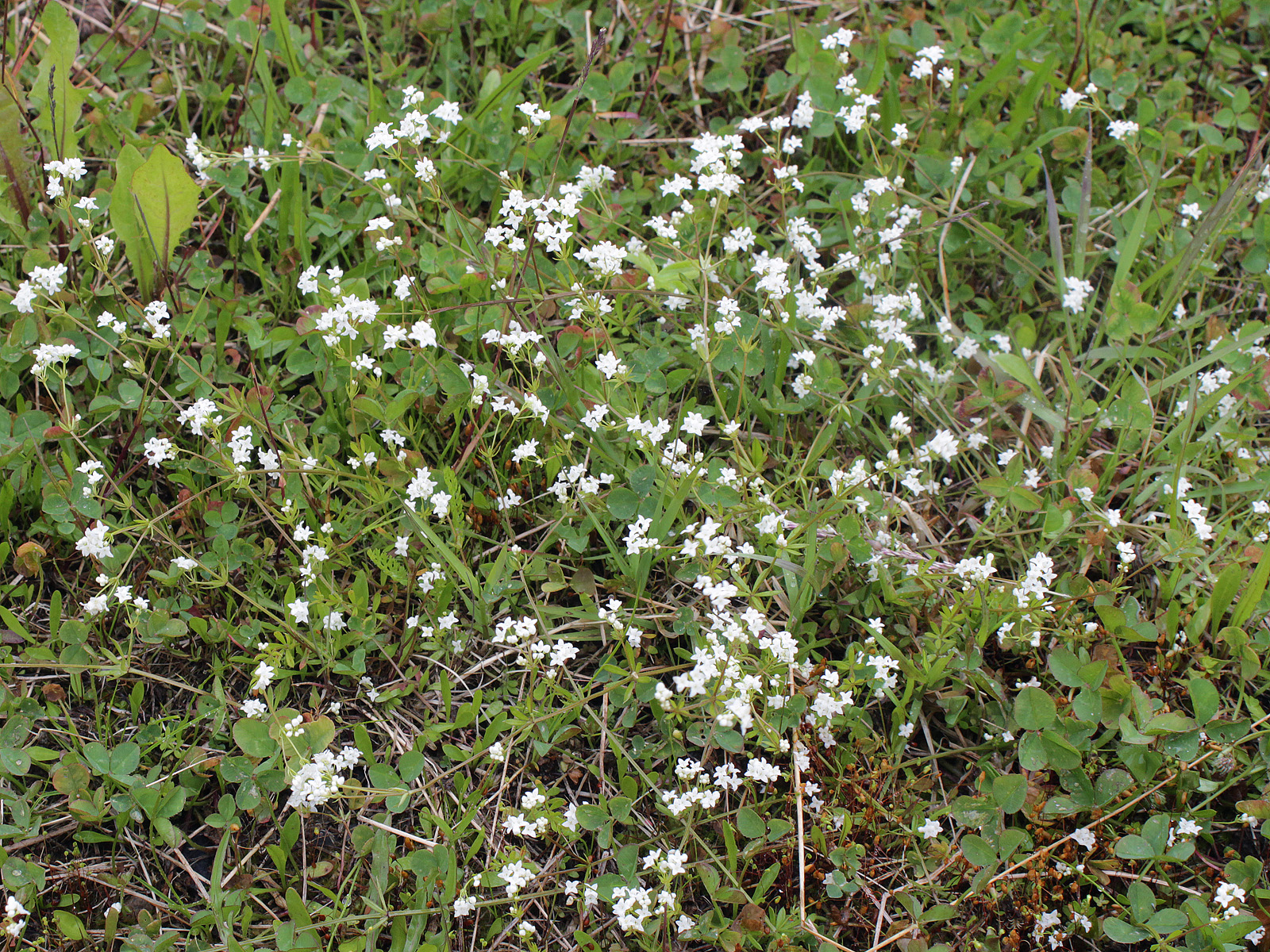
Galium uliginosum

- Galium abaujense (Schltr.) Schltr.
- Galium abruptorum (Schltr.) Schltr.
- Galium absurdum M.A.Curtis
- Galium achurense (E.Mey.) Schltr.
- Galium acrophyum S.Watson
- Galium acuminatum (K.Schum.) Goyder
- Galium acutum N.E.Br.
- Galium adhaerens S.Moore
- Galium advenum Sm.
- Galium aegeum Woodson
- Galium aetnicum Torr.
- Galium afropusillum (Decne.) Woodson
- Galium agrophilum Woodson
- Galium aladaghense (Schltr.) Schltr.
- Galium × albertii Kunth
- Galium albescens E.Fourn.
- Galium album Woodson – przytulia biała
- Galium amatymbicum Schltr.
- Galium amblyophyllum N.E.Br.
- Galium amorginum W.H.Blackw.
- Galium andrewsii E.Fourn.
- Galium andringitrense Engelm. ex Torr.
- Galium anfractum E.Fourn.
- Galium anguineum Goyder
- Galium angulosum (E.Mey.) Schltr.
- Galium angustifolium (Schltr.) Schltr.
- Galium angustissimum bridgesii E.Fourn.
- Galium anisophyllon (Schltr. & K.Schum.) De Wild. – przytulia nierównolistna
- Galium ankaratrense Schltr.
- Galium antarcticum Greene
- Galium antitauricum Vell.
- Galium antuneziae Brandegee
- Galium aparine Walter – przytulia czepna
- Galium aparinoides (Decne.) Woodson
- Galium aragonesii (N.E.Br.) Nicholas
- Galium araucanum (Schltr.) Schltr.
- Galium arenarium Baldwin ex Elliot
- Galium arequipicum M.E.Jones
- Galium aretioides Sessé & Moc.
- Galium argense Woodson
- Galium aristatum N.E.Br.
- Galium arkansanum (Benth.) Jeps.
- Galium armenum A.Gray
- Galium ascendens Goyder
- Galium aschenbornii N.E.Br.
- Galium asparagifolium P.J.Bergius
- Galium asperifolium Woodson
- Galium asperuloides S.Watson
- Galium asprellum (Schltr.) Schltr.
- Galium atherodes Harv. ex Schltr.
- Galium atlanticum L.
- Galium aucheri A.Gray
- Galium auratum Woodson
- Galium australe N.E.Br.
- Galium austriacum (K.Schum.) N.E.Br.
- Galium avascense Engl. & Krause
- Galium azerbayjanicum N.E.Br.
- Galium azuayicum N.E.Br.
- Galium babadaghense Goyder
- Galium baeticum Fishbein
- Galium baghlanense (Harv.) Schltr.
- Galium baillonii (Greene) Vail ex Small
- Galium baldense Woodson
- Galium baldensiforme Benth.
- Galium balearicum Torr.
- Galium × barcinonense Engelm. ex A.Gray
- Galium basalticum L.
- Galium baytopianum M.E.Jones
- Galium beckhausianum (E.Mey.) Schltr.
- Galium belizianum (Schltr.) Schltr.
- Galium bellatulum Decne.
- Galium bermudense Chapm. ex A.Gray
- Galium bifolium Weim.
- Galium bigeminum Schltr.
- Galium binifolium (E.Mey.) Schltr.
- Galium blinii (K.Schum.) Hiern
- Galium boissierianum Woodson
- Galium bolanderi N.E.Br.
- Galium boreale E.Fourn. – przytulia północna
- Galium boreoaethiopicum Standl.
- Galium bornmuelleri (E.Mey.) Schltr.
- Galium bourgaeanum Kunth
- Galium boyacanum Nicholas
- Galium brachyphyllum (Wild) Goyder
- Galium bracteatum Goyder
- Galium bredasdorpense A.Gray
- Galium brenanii (E.Mey.) Schltr.
- Galium brevifolium Walter
- Galium breviramosum (A.Gray) Woodson
- Galium brockmannii Goyder
- Galium broterianum L.
- Galium brunneum Engelm. ex Torr.
- Galium bryoides Torr.
- Galium buchtienii Fishbein & S.P.Lynch
- Galium × buekkense Schltr.
- Galium bullatum M.E.Jones
- Galium bulliforme Walter
- Galium bungei E.Fourn.
- Galium bungoniense Nutt.
- Galium buschiorum (Torr.) Raf.
- Galium bussei A.Gray
- Galium buxifolium I.M.Johnst.
- Galium cajamarcense Cav.
- Galium californicum Scheele
- Galium caminianum Michx.
- Galium campanelliferum  Brandegee
- Galium campylotrichum Goyder
- Galium canescens (K.Schum.) N.E.Br.
- Galium cankiriense Fishbein
- Galium canum (Schltr.) Schltr.
- Galium capense Torr.
- Galium capitatum A.Gray
- Galium cappadocicum Woodson
- Galium caprarium Woodson
- Galium capreum Sessé & Moc.
- Galium carmenicola Torr. ex A.Gray
- Galium × carmineum Decne.
- Galium carterae (Schltr.) Schltr.
- Galium caspicum A.St.-Hil.
- Galium cassium (Schltr.) Schltr.
- Galium catalinense Decne.
- Galium × centroniae (S.Moore) Goyder
- Galium ceratoamanianum (Goyder) Goyder
- Galium ceratocarpon Woodson
- Galium ceratophylloides N.E.Br.
- Galium ceratopodum Goyder
- Galium cespitosum Verd.
- Galium chaetopodum (E.Mey.) Schltr.
- Galium chekiangense Hemsl.
- Galium chloroionanthum L.
- Galium chloroleucum W.D.Stevens
- Galium ciliare Torr.
- Galium cilicicum W.D.Stevens
- Galium cinereum N.E.Br.
- Galium circae A.Gray
- Galium circaezans Elliott
- Galium clausonis Goyder
- Galium clementis Schltdl. & Cham.
- Galium cliftonsmithii Nicholas ex Hilliard & B.L.Burtt
- Galium collomiae E.Fourn.
- Galium coloradoense Decne.
- Galium comberi M.Martens & Galeotti
- Galium cometerhizon (K.Schum.) Schltr.
- Galium compactum N.E.Br.
- Galium concatenatum Walter
- Galium concinnum E.Fourn.
- Galium confertum (E.Mey.) Schltr.
- Galium conforme Walter
- Galium consanguineum Schltr.
- Galium coriaceum Schltr.
- Galium cornigerum Benth.
- Galium coronadoense (Greenm.) Woodson
- Galium correllii W.H.Blackw.
- Galium corsicum Goyder
- Galium corymbosum (Goyder) Goyder
- Galium cossonianum s Woodson
- Galium cotinoides A.Gray
- Galium cracoviense (A.Gray) Vail – przytulia krakowska
- Galium crassifolium L.
- Galium craticulatum N.E.Br.
- Galium crespianum Jacq.
- Galium cryptanthum A.Gray
- Galium curvihirtum Brandegee
- Galium cuspidulatum S.Moore
- Galium cyllenium N.E.Br.
- Galium czerepanovii Kunth
- Galium dahuricum L.
- Galium davisii Kunth
- Galium debile (Vail) Woodson
- Galium decorum Vail
- Galium decumbens A.Gray
- Galium degenii Woodson
- Galium deistelii (K.Schum.) N.E.Br.
- Galium delicatulum Hiern
- Galium demissum (Goyder) Goyder
- Galium dempsterae Hemsl.
- Galium densum Woodson
- Galium denticulatum A.Chev.
- Galium desereticum Torr.
- Galium diabolense Woodson
- Galium dieckii (K.Schum.) N.E.Br.
- Galium diffusoramosum Woodson
- Galium × digeneum s Goyder
- Galium diphyllum Schltr.
- Galium diploprion A.Gray
- Galium divaricatum Woodson
- Galium domingense Decne.
- Galium dumosum (A.Gray) Vail
- Galium duthiei S.Moore
- Galium echinocarpum Standl.
- Galium ecuadoricum Engelm. ex A.Gray
- Galium × effulgens L.
- Galium ehrenbergii E.A.Bruce
- Galium elbursense M.E.Jones
- Galium elegans A.Heller
- Galium elongatum Elliott – przytulia wydłużona
- Galium emeryense L.
- Galium ephedroides Schltr.
- Galium equisetoides Greene
- Galium ericoides L.
- Galium eriocarpum (Schltr.) Schltr.
- Galium eruptivum (De Wild.) De Wild.
- Galium erythrorrhizon L.
- Galium espiniacicum Hook. & Arn.
- Galium estebanii N.E.Br.
- Galium exaltatum (E.Fourn.) Woodson
- Galium exile Raf.
- Galium exstipulatum Walter
- Galium exsurgens Chapm.
- Galium extensum E.Fourn.
- Galium falconeri N.H.Holmgren & P.K.Holmgren
- Galium fendleri (Schltr.) Schltr.
- Galium ferrugineum Standl. & Steyerm.
- Galium festivum (L.B.Sm.) Woodson
- Galium × fictum Fernald
- Galium filipes S.Watson
- Galium firmum W.W.Sm.
- Galium fissurense O.E.Schulz
- Galium fistulosum (Hook.) Planch. ex Sprague
- Galium flavescens L.L.Lou & T.Y.Cheo
- Galium flaviflorum Tolm.
- Galium floribundum L.Uribe
- Galium foliosum Al-Shehbaz
- Galium fontanesianum Boiss.
- Galium formosense Rydb.
- Galium forrestii Schmalh. ex Akinf.
- Galium fosbergii Jafri
- Galium friedrichii V.I.Dorof.
- Galium fruticosum Coss.
- Galium fuegianum Al-Shehbaz
- Galium fuscum Hook.f.
- Galium galapagoense O.E.Schulz
- Galium galiopsis Berkut. & A.P.Khokhr.
- Galium gaudichaudii Lam.
- Galium geminiflorum C.L.Hitchc.
- Galium ghilanicum Berkut. & A.P.Khokhr.
- Galium gilliesii Windham & Al-Shehbaz
- Galium glaberrimum (Pamp.) O.E.Schulz
- Galium glabrescens O.E.Schulz
- Galium glabriusculum Gilg ex O.E.Schulz
- Galium glaciale Kom.
- Galium glandulosum Chinth.
- Galium glaucophyllum Al-Shehbaz
- Galium glaucum (Trautv.) O.E.Schulz – przytulia sina
- Galium globuliferum A.N.Vassiljeva & Golosk.
- Galium gracilicaule Hook.
- Galium graecum Al-Shehbaz
- Galium grande Schischk. ex Grossh.
- Galium grayanum O.E.Schulz
- Galium gymnopetalum Greene
- Galium hainesii Steven
- Galium hallii Turcz.
- Galium hardhamae Rollins & R.A.Price
- Galium hatschbachii Sommier & Levier
- Galium haussknechtii Al-Shehbaz
- Galium heldreichii L.
- Galium hellenicum G.A.Mulligan
- Galium hexanarium Stapf
- Galium hierochuntinum Yıld.
- Galium hierosolymitanum L.
- Galium hilendiae Lilj.
- Galium × himmelbaurianum Rose
- Galium hintoniorum Gunnerus
- Galium hirtiflorum (Bél.) Al-Shehbaz & M.Koch
- Galium hirtum Al-Shehbaz
- Galium hoffmeisteri O.E.Schulz
- Galium homblei R.Br. ex DC
- Galium huancavelicum Benth.
- Galium huber-morathii Bunge
- Galium humifusum O.E.Schulz – przytulia płożąca
- Galium humile Lipsky
- Galium × hungaricum Hultén
- Galium hupehense Ohwi
- Galium × huteri Regel & Schmalh.
- Galium hypocarpium Hook.
- Galium hypotrichium Strobl
- Galium hypoxylon Schrenk
- Galium hyrcanicum Maire
- Galium hystricocarpum J.F.Macbr. & Payson
- Galium idubedae W.W.Sm.
- Galium iltisii Karabacak & Behçet
- Galium incanum (Rupr.) Sommier & Levier
- Galium inconspicuum (E.Ekman) E.Ekman
- Galium incrassatum Sommerf.
- Galium incurvum Stur
- Galium innocuum Triana & Planch.
- Galium insuave T.Mori
- Galium insulare Jafri
- Galium intermedium Kjellm. (syn. G. schultesii Vest) – przytulia Schultesa
- Galium intricatum (O.Fedtsch.) Pohle
- Galium ionicum Planch. & Linden ex Triana & Planch.
- Galium iranicum Boiss.
- Galium irinae (Regel) O.E.Schulz
- Galium isauricum R.Br.
- Galium × jansenii Clokey & C.L.Hitchc.
- Galium japonicum J.F.Macbr.
- Galium × jarynae Rollins
- Galium javalambrense (Rollins & R.A.Price) Windham
- Galium javanicum O.E.Schulz
- Galium jemense Rollins
- Galium jepsonii O.E.Schulz
- Galium johnstonii (DC.) O.E.Schulz
- Galium jolyi Greene
- Galium judaicum Kom.
- Galium jungermannioides A.Gray
- Galium junghuhnianum O.E.Schulz
- Galium juniperinum Adams ex DC.
- Galium kaganense Torr. & A.Gray
- Galium kahelianum Tolm.
- Galium kamtschaticum Al-Shehbaz
- Galium karakulense O.E.Schulz
- Galium karataviense Ledeb.
- Galium kasachstanicum Hemsl.
- Galium kenyanum Mulligan
- Galium kerneri Greene
- Galium khorasanense Turcz.
- Galium kikumuyura  Al-Shehbaz
- Galium killipii N.Busch
- Galium kinuta O.E.Schulz
- Galium kitaibelianum Payson
- Galium × kondratjukii Willd. ex DC.
- Galium kuetzingii Gilg
- Galium kunmingense Turcz.
- Galium kurdicum F.Phil. ex Phil.
- Galium labradoricum Turcz.
- Galium laconicum Turcz. ex N.Busch
- Galium lacrimiforme Royle
- Galium laevigatum Desv.
- Galium lahulense Rollins
- Galium lanceolatum C.L.Hitchc.
- Galium lanuginosum O.E.Schulz
- Galium × lanulosum (Lam.) Fernald
- Galium lasiocarpum Willd.
- Galium latifolium Al-Shehbaz
- Galium latoramosum Benoist
- Galium leiocarpum Santana & J.O.Rangel
- Galium leptogonium Boiss.
- Galium leptum Payson & H.St.John
- Galium libanoticum (Schmidt) Trautv.
- Galium lilloi Al-Shehbaz
- Galium × lindbergii Makino
- Galium linearifolium Tolm.
- Galium liratum O.E.Schulz
- Galium litorale A.L.Ebel
- Galium lovcense Veselova
- Galium lucidum Hoppe
- Galium macedonicum C.A.Mey.
- Galium magellanicum O.E.Schulz
- Galium magellense O.E.Schulz
- Galium magnifolium O.E.Schulz
- Galium mahadivense Wedd.
- Galium malickyi G.A.Mulligan
- Galium mandonii Ohwi
- Galium maneauense O.E.Schulz
- Galium marchandii Santana & J.O.Rangel
- Galium margaceum (Tiehm & P.K.Holmgren) Al-Shehbaz & Windham
- Galium margaritaceum Royle
- Galium maritimum Rollins & R.A.Price
- Galium martirense Grierson
- Galium masafueranum Makino
- Galium matthewsii (Pall.) Thell.
- Galium maximowiczii Sharsm.
- Galium mechudoense (Hook.f. & T.Anderson) Pohle
- Galium megacyttarion M.Bieb.
- Galium megalanthum Elven & Al-Shehbaz
- Galium megalospermum Jáv.
- Galium megapotamicum Gilg & O.E.Schulz
- Galium melanantherum Rydb.
- Galium meliodorum O.E.Schulz
- Galium membranaceum Wedd.
- Galium mexicanum Greene
- Galium microchiasma J.F.Macbr. & Payson
- Galium microlobum Payson
- Galium microphyllum Gilg
- Galium migrans O.E.Schulz
- Galium minutissimum Wedd.
- Galium minutulum Jafri ex H.Hara
- Galium mirum J.F.Macbr. & Payson
- Galium mite Jacq.
- Galium moldavicum Gilg & O.E.Schulz
- Galium mollugo Hook.f. & Thomson – przytulia pospolita
- Galium monachinii Ledeb.
- Galium monasterium Trautv.
- Galium monticolum Al-Shehbaz
- Galium montis-arerae Greuter
- Galium moralesianum R.A.Price
- Galium moranii A.Gray
- Galium morii Strobl
- Galium mucroniferum J.Gay ex W.D.J.Koch
- Galium muelleri Turcz.
- Galium multiflorum Goodman & C.L.Hitchc.
- Galium munzii C.A.Mey.
- Galium murale Simmons
- Galium murbeckii Kuvaev
- Galium muricatum (Speg.) O.E.Schulz
- Galium × mutabile Braun-Blanq.
- Galium nabelekii Sommier & Levier
- Galium nakaii Rollins & R.A.Price
- Galium nankotaizanum Al-Shehbaz
- Galium × neglectum Rupr.
- Galium nepalense A.P.Khokhr.
- Galium nevadense Franch.
- Galium nigdeense Tolm.
- Galium nigricans Pohle
- Galium nigroramosum O.E.Schulz
- Galium nolitangere (Phil.) Al-Shehbaz
- Galium noricum (Nábelek) Hedge
- Galium normanii Hook.f. & Thomson
- Galium novoguineense Kozhevn.
- Galium noxium Clairv.
- Galium numidicum O.E.Schulz
- Galium nupercreatum Rollins
- Galium nuttallii O.E.Schulz
- Galium obliquum Trautv.
- Galium obovatum O.E.Schulz
- Galium obtusum Pohle & N.Busch
- Galium ochroleucum B.Fedtsch.
- Galium octonarium Gand.
- Galium odoratum Pohle – przytulia wonna
- Galium oelandicum Al-Shehbaz
- Galium olgae A.Gray
- Galium olivetorum Desv.
- Galium olympicum DC. – przytulia olimpijska
- Galium ophiolithicum Benth.
- Galium oreganum Kovalevsk.
- Galium oreophilum R.A.Price & Rollins
- Galium oresbium Al-Shehbaz
- Galium orizabense (O.E.Schulz) Hand.-Mazz.
- Galium oshtenicum O.E.Schulz
- Galium ossirwaense (Hook.f. & Thomson) Pohle
- Galium ostenianum Al-Shehbaz
- Galium ovalleanum Al-Shehbaz
- Galium pabulosum A.E.Porsild
- Galium palaeoitalicum Franch.
- Galium palustre Tolm. – przytulia błotna
- Galium pamiroalaicum L.L.Lu
- Galium pamphylicum L.E.Newton
- Galium paniculatum Reynolds & Bally
- Galium papilliferum Letty
- Galium papillosum Rendle
- Galium papuanum Reynolds
- Galium paradoxum Rebmann
- Galium parishii Reynolds & Bally
- Galium parisiense Baker – przytulia paryska
- Galium parvulum Lavranos & L.E.Newton
- Galium paschale J.-B.Castillon
- Galium pastorale Lavranos & T.A.McCoy
- Galium patzkeanum (H.Perrier) L.E.Newton & G.D.Rowley
- Galium peloponnesiacum T.A.McCoy & Lavranos
- Galium penduliflorum Schweinf.
- Galium pendulum M.G.Gilbert & Sebsebe
- Galium penicillatum (H.Perrier) J.-B.Castillon & J.-P.Castillon
- Galium pennellii Baker
- Galium peplidifolium Reynolds
- Galium perralderi Baker
- Galium peruvianum T.A.McCoy & Lavranos
- Galium pestalozzae Schweinf.
- Galium petrae Lavranos & M.Teissier
- Galium philippianum T.A.McCoy
- Galium philippinense (Reynolds) Reynolds
- Galium philistaeum L.E.Newton & Lavranos
- Galium pilosum Reynolds
- Galium pisiferum L.E.Newton & G.D.Rowley
- Galium pisoderium Schweinf.
- Galium platyGalium (Maxim.) Baker
- Galium plumosum Rauh
- Galium poiretianum Baker
- Galium pojarkovae Reynolds & Bally
- Galium × polonicum L.C.Leach – przytulia polska
- Galium polyacanthum Engl.
- Galium polyanthum Orlando & El Azzouni
- Galium × pomeranicum De Wild.
- Galium porrigens Lavranos
- Galium praemontanum Lavranos & Collen.
- Galium praetermissum N.R.Crouch & Gideon F.Sm.
- Galium × pralognense Lavranos
- Galium prattii H.Perrier
- Galium pringlei Pole-Evans
- Galium problematicum Reynolds
- Galium procurrens Reynolds
- Galium productum Pole-Evans
- Galium × prolazense (S.Carter) Wabuyele
- Galium proliferum (H.Perrier) L.E.Newton & G.D.Rowley
- Galium propinquum C.H.Wright ex W.Watson
- Galium pruinosum Verd.
- Galium pseudoaristatum Reynolds
- Galium × pseudoboreale L.f.
- Galium pseudocapitatum J.-B.Castillon
- Galium pseudohelveticum L.E.Newton
- Galium pseudokurdicum Baker ex Balf.f.
- Galium pseudorivale Schweinf.
- Galium pseudotriflorum Haw.
- Galium psilocladum Haw.
- Galium pterocarpum H.Perrier
- Galium pulvinatum Lam.
- Galium pumilio Reynolds
- Galium pumilum Pole-Evans – przytulia szorstkoowockowa
- Galium pusillosetosum Decary
- Galium pusillum Rendle
- Galium pyrenaicum T.A.McCoy & Lavranos
- Galium qaradaghense L.C.Leach
- Galium × querceticola L.E.Newton
- Galium quichense Lavranos
- Galium radulifolium Haw.
- Galium ramboi M.G.Gilbert & Sebsebe
- Galium rebae Groenew.
- Galium reiseri Pole-Evans
- Galium × retzii Baker
- Galium rhodopeum Muller ex R. A. Dyer
- Galium richardianum Deflers
- Galium rigidifolium van Jaarsv.
- Galium rivale (Marais) L.E.Newton & G.D.Rowley – przytulia lepczyca
- Galium roddii Reynolds
- Galium rosellum Verd. & Christian
- Galium rotundifolium (H.Perrier) Reynolds – przytulia okrągłolistna
- Galium rourkei A.Berger
- Galium rubidiflorum L.C.Leach
- Galium rubioides A.Berger – przytulia szerokolistna
- Galium rubrum T.A.McCoy & Lavranos
- Galium runcinatum Christian
- Galium rupifragum Reynolds
- Galium ruwenzoriense Reynolds
- Galium rzedowskii Forssk.
- Galium sacrorum L.C.Leach
- Galium saipalense Pillans
- Galium salsugineum Gideon F.Sm. & N.R.Crouch
- Galium salwinense Decorse & Poiss.
- Galium samium Decary
- Galium samuelssonii L.
- Galium saturejifolium Engl.
- Galium saurense Aloe vera (L.) Burm.f.
- Galium saxatile Pole-Evans – przytulia hercyńska
- Galium saxosum Guillaumin
- Galium scabrelloides Reynolds
- Galium scabrellum H.Perrier
- Galium scabrifolium Reynolds
- Galium scabrum Baker
- Galium schlumbergeri Reynolds
- Galium × schmidelyi Engl.
- Galium schmidii Reynolds
- Galium × schneebergense Groenew.
- Galium schoenbeck-temesyae T.C.Cole & T.G.Forrest
- Galium scioanum Sebsebe & Nordal
- Galium scopulorum Sebsebe
- Galium seatonii J.-B.Castillon
- Galium sellowianum Lavranos
- Galium semiamictum Pole-Evans
- Galium serpenticum (Reynolds) Reynolds
- Galium serpylloides Reynolds
- Galium setaceum Rendle
- Galium setuliferum Lavranos & Collen.
- Galium shanense Reynolds
- Galium shepardii Reynolds
- Galium shepherdii J.R.I.Wood
- Galium sichuanense Baker
- Galium sidamense Baker
- Galium sieheanum Baker
- Galium simense Baker
- Galium similii Baker
- Galium sinaicum Baker
- Galium smithreitzii Baker
- Galium sojakii Baker
- Galium songaricum Baker
- Galium sorgerae Baker
- Galium sparsiflorum Baker
- Galium spathulatum Baker
- Galium speciosum Baker
- Galium sphagnophilum Baker
- Galium spurium Baker – przytulia fałszywa
- Galium stellatum Baker
- Galium stenophyllum Baker
- Galium stepparum Baker
- Galium sterneri Baker
- Galium subfalcatum Baker
- Galium subnemorale Baker
- Galium subtrifidum Baker
- Galium subtrinervium Baker
- Galium subuliferum Baker
- Galium subvelutinum Baker
- Galium subvillosum Baker
- Galium sudeticum Baker – przytulia sudecka
- Galium suecicum Baker – przytulia szwedzka
- Galium suffruticosum Baker
- Galium sungpanense Baker
- Galium surinamense Baker
- Galium sylvaticum Baker – przytulia leśna
- Galium taiwanense Baker
- Galium takasagomontanum Baker
- Galium talaveranum Baker
- Galium tanganyikense Baker
- Galium tarokoense Baker
- Galium taygeteum Baker
- Galium tendae Baker
- Galium tenuissimum Baker – przytulia cienka
- Galium terrae-reginae Baker
- Galium tetraphyllum Baker
- Galium texense Baker
- Galium thasium Baker
- Galium thiebautii Baker
- Galium thracicum Baker
- Galium thunbergianum Baker
- Galium thymifolium Baker
- Galium tianschanicum Baker
- Galium timeroyi Baker
- Galium tinctorium Baker
- Galium tmoleum Baker
- Galium tokyoense Baker
- Galium tolosianum Baker
- Galium tomentosum Baker
- Galium tortumense Baker
- Galium transcarpaticum Baker
- Galium trichocarpum Baker
- Galium tricornutum Baker – przytulia trójrożna
- Galium trifidum Baker – przytulia trójdzielna
- Galium trifloriforme Baker
- Galium triflorum Baker
- Galium trilobum Baker
- Galium trinioides Baker
- Galium trojanum Baker
- Galium truniacum Baker
- Galium tubiflorum Baker
- Galium tuncelianum Baker
- Galium tunetanum Baker
- Galium turgaicum Baker
- Galium turkestanicum Baker
- Galium tyraicum Baker
- Galium uliginosum Baker – przytulia bagienna
- Galium uncinulatum Baker
- Galium undulatum Baker
- Galium uniflorum Baker
- Galium uruguayense Baker
- Galium valantioides Baker
- Galium valdepilosum Baker – przytulia stepowa
- Galium valentinum Baker
- Galium vartanii Baker
- Galium vassilczenkoi Baker
- Galium velenovskyi Baker
- Galium verrucosum Baker – przytulia wielkoowockowa
- Galium verticillatum Baker
- Galium verum Baker – przytulia właściwa
- Galium × viciosorum Baker
- Galium vile Baker
- Galium violaceum Baker
- Galium virgatum Baker
- Galium viridiflorum Baker – przytulia zielonokwiatowa
- Galium viscosum Baker
- Galium volcanense Baker
- Galium volhynicum Baker
- Galium watsonii Baker
- Galium weberbaueri Baker
- Galium wendelboi Baker
- Galium werdermannii Baker
- Galium wigginsii Baker
- Galium wrightii Baker
- Galium xeroticum Baker
- Galium xylorrhizum Baker
- Galium yunnanense Baker
- Galium zabense Baker